# 隆城國際機場
隆城國際機場（越南语：／）是越南同奈省隆城县一個施工中的國際機場，離胡志明市東北40公里。2005年越南總理潘文凱已經通過總體預案。完成後，此機場將會成為全越南最大的機場。此機場將有4條全長4000米、寬60米的跑道。设计年吞吐量上限为1亿人次。隆城国际机场项目是越南历史上最昂贵的基础设施项目。
按照规划，隆城国际机场将取代新山一国际机场国际航空枢纽的地位。其国内航班将仅由越南航空一家航司运营，其他航空公司仅可运营国际航班。

## 歷史
隆城國際機場雖然早於2005年立項。但是，由於規劃及徵地問題，直到2020年10月20日才收齊所需的2,589公頃土地。
至2021年1月5日，機場一期建設工程正式動工，预计2026年完工。
2023年6月8日，越南政府办公厅发布通知要求有关部门尽快主动向子项目投资方的相关单位移交隆城国际机场各子项目施工场地，交通运输部指示越南机场公司研究二期建设方案。

## 设施
隆城国际机场1号航站楼由韩国熙林综合建筑师事务所（희림종합건축사사무소）设计，外形受越南国花莲花轮廓启发，亦会参考越南公众和专业人士反馈建议，建筑面积达到399,987平方米，分四层。

## 基本資料
- 開始建築時間：2020年
- 第一期完成時間：2025年
- 面積：50平方公里
- 總投資資金：80億美元